# Royal Blood (álbum)
Royal Blood  es el álbum de estudio homónimo y debut de la banda británica Royal Blood. Fue lanzado por Warner Bros. Records el 22 de agosto de 2014 en los países con estrenos para viernes y el 25 de agosto de 2014 en el Reino Unido.
El álbum fue bien recibido por la crítica musical británica, logrando una nominación para el Premio Mercury de 2014. También obtuvo un desmesurado éxito comercial, debutando en el número uno en la lista de álbumes del Reino Unido y siendo acreditado por la Official Charts Company como el álbum debut de rock británico más rápidamente vendido en tres años. De manera internacional, alcanzó el top 10 en las listas de Irlanda, Suiza, Australia y Nueva Zelanda.
Una edición conmemorativa por los 10 años del álbum fue publicado el 16 de agosto de 2024, incluyendo lados B, material inédito y mezclas alternativas.

## Antecedentes
Mike Kerr y Ben Thatcher se conocieron en 2005, incluso formando parte de una banda juvenil llamada Flavour Country, donde Kerr era tecladista y utilizaba el keytar. Luego de tomar caminos separados, Kerr siguió en bandas como Hunting the Minotaur, donde una vez que el proyecto fue estancado, se fue a Australia a probar nuevas ideas. En Brisbane, desarrolló canciones junto al baterista Matt Swan para un EP, donde la canción «Leaving» (posteriormente renombrada «Come On Over») fue presentada en la radio Triple J. Después de unas diferencias creativas, Kerr se devolvió al Reino Unido donde fue recogido por Thatcher, organizando junto a él ensayos y tocando para sus amigos en un bar de Brighton.
Después de pasar tiempo en el estudio de grabación, la banda comenzó a llamar la atención en el verano de 2013, cuando canciones como «Out of the Black» y «Come On Over», fueron enviadas a la radio para la cobertura radiofónica. También, en un truco promocional, el baterista Matt Helders de Arctic Monkeys llevaba una camiseta con el nombre de la banda, esto durante su presentación en el Festival Glastonbury, ya que ambas bandas comparten la misma sociedad de gestión. También fueron nominados por la BBC, junto con otros catorce artistas, al Sound of... de 2014, sin embargo perdieron ante el cantautor británico Sam Smith.

## Grabación
La grabación del álbum se mantuvo bajo condiciones estrictas, con la esencia de sólo utilizar la voz, bajo y la batería, con excepciones de agitadores y panderetas en algunas de las canciones del álbum. La producción del álbum no hizo uso de muestras o doblaje, lo que significa que la mayor parte del material del disco fue grabado en una sola toma, lo que produce un sonido más natural en comparación con el método popular de grabar varias tomas y combinarlas en el mezcla final.

## Lista de canciones
Todas las canciones escritas y compuestas por Mike Kerr y Ben Thatcher. 
| N.º   | Título                | Duración |  |
| 1.    | «Out of the Black»    | 4:00     |  |
| 2.    | «Come On Over»        | 2:51     |  |
| 3.    | «Figure It Out»       | 3:04     |  |
| 4.    | «You Can Be So Cruel» | 2:44     |  |
| 5.    | «Blood Hands»         | 3:07     |  |
| 6.    | «Little Monster»      | 3:32     |  |
| 7.    | «Loose Change»        | 2:35     |  |
| 8.    | «Careless»            | 3:21     |  |
| 9.    | «Ten Tonne Skeleton»  | 3:07     |  |
| 10.   | «Better Strangers»    | 4:12     |  |
| 32:38 |                       |          |  |

| Edición japonesa |                           |          |  |
| N.º              | Título                    | Duración |  |
| 11.              | «Hole»                    | 4:32     |  |
| 12.              | «You Want Me»             | 2:43     |  |
| 13.              | «Love and Leave It Alone» | 3:24     |  |
| 43:17            |                           |          |  |

| 10th Anniversary |                                                    |          |  |
| N.º              | Título                                             | Duración |  |
| 11.              | «One Trick Pony»                                   | 3:33     |  |
| 12.              | «You Want Me»                                      | 2:42     |  |
| 13.              | «Love And Leave It Alone»                          | 3:23     |  |
| 14.              | «Sleeptalker»                                      | 3:09     |  |
| 15.              | «Ten Tonne Skeleton (Tom Dalgety Mix)»             | 3:39     |  |
| 16.              | «Hole»                                             | 4:31     |  |
| 17.              | «Figure It Out (Live from T In the Park 2015)»     | 3:24     |  |
| 18.              | «Loose Change (Live from Reading Festival 2015)»   | 2:44     |  |
| 19.              | «Little Monster (Live from Reading Festival 2015)» | 4:59     |  |
| 20.              | «Better Strangers (Live from Bonnaroo 2015)»       | 4:59     |  |
| 21.              | «Out Of The Black (Live From Reading 2015)»        | 5:50     |  |
| 01:15:32         |                                                    |          |  |

## Personal
Royal Blood
- Mike Kerr – voz principal, bajo.
- Ben Thatcher – batería, percusión.

## Posicionamiento en listas
| Listas (2014–15)                        | Mejor posición |
| --------------------------------------- | -------------- |
| Alemania (Offizielle Top 100)           | 40             |
| Australia (ARIA Charts)                 | 3              |
| Austria (Ö3 Austria)                    | 24             |
| Bélgica (Ultratop Flandes)              | 5              |
| Bélgica (Ultratop Wallonia)             | 19             |
| Canadá (Canadian Albums)                | 9              |
| Dinamarca (Hitlisten)                   | 18             |
| Escocia (Scottish Albums)               | 1              |
| Estados Unidos (Billboard 200)          | 17             |
| Estados Unidos (Top Alternative Albums) | 2              |
| Estados Unidos (Top Hard Rock Albums)   | 1              |
| Estados Unidos (Top Rock Albums)        | 4              |
| Finlandia (Suomen virallinen lista)     | 14             |
| Francia (SNEP)                          | 48             |
| Italia (FIMI)                           | 83             |
| Noruega (VG-lista)                      | 14             |
| Nueva Zelanda (Official Top 40)         | 6              |
| Países Bajos (Album Top 100)            | 13             |
| Reino Unido (UK Albums)                 | 1              |
| Suiza (Schweizer Hitparade)             | 6              |

| Listas (2014)                     | Posición |
| --------------------------------- | -------- |
| Bélgica (Ultratop Flandes)        | 59       |
| Bélgica (Ultratop Wallonia)       | 184      |
| Estados Unidos (Hard Rock Albums) | 44       |
| Reino Unido (UK Albums)           | 22       |

| Listas (2015)                    | Posición |
| -------------------------------- | -------- |
| Bélgica (Ultratop Flandes)       | 23       |
| Bélgica (Ultratop Wallonia)      | 164      |
| Estados Unidos (Top Rock Albums) | 53       |
| Reino Unido (UK Albums)          | 22       |

## Certificaciones
| País (Certificador) | Certificación | Ventas certificadas |
| --- | ------------- | ------------------- |
| Canadá (Music Canada) | Oro           | 40 000*             |
| Reino Unido (BPI) | 2× Platino    | 600 000*            |
| ^cifras de envíos basadas únicamente en la certificación xcifras no especificadas basadas únicamente en la certificación |               |                     |